# Liste der Farbstoffe
Diese Liste der Farbstoffe gibt eine Übersicht über Farbstoffe nach Grundfarbe, wie sie in der Fachliteratur üblich ist. Farbstoffe pflanzlichen Ursprungs sind auch in der Liste von Färberpflanzen zu finden. Eine Liste der unlöslichen Pigmente liegt unter Liste der Pigmente vor.

## Violett
- Alizarinviolett ist ein synthetischer organischer Farbstoff, der Farbton ist ein rotstichiges Violett, unverdünnt ein sehr reiner und tiefer Ton. Der Farbstoff ist mäßig bis ausreichend lichtecht und völlig ungiftig.
- Kristallviolett ist ein Triphenylmethanfarbstoff. Es findet Verwendung als Farbstoff in Farbbändern oder Kopierstiften und vor allem in der mikroskopischen Färbetechnik.
- Mauvein ist ein basischer Azinfarbstoff in der namensgebenden Farbe mauve.

## Blau
- Der Pflanzenfarbstoff Indigo kann aus der indischen Indigopflanze oder dem einheimischen Färberwaid gewonnen werden.
- Lackmus wird ebenso wie die Farbstoffe Orseille und Orcein aus Flechtenarten der Gattung Roccella gewonnen. Alle drei verändern ihre Färbung entsprechend dem pH-Wert der Umgebung von Blau zu Purpur.
- Das Wissen um die Zusammensetzung und Herkunft des im Tanach genannten Farbstoffes Tekhelet ist teilweise verlorengegangen. Der Farbton wird in der Schrift als Meeresblau beschrieben. Der Talmud nennt als Quelle das Tier Chilazon, dessen Identifikation zwar debattiert wird, wahrscheinlich aber die Stumpfe Stachelschnecke (Hexaplex trunculus) ist.

## Türkis
- Prozesscyan ist das in ISO 2846 genormte Cyan des Vierfarbdrucks.

## Grün
- Solidgrün ist ein Teerfarbstoff.

## Purpur
- Mauvein war der erste Anilinfarbstoff. Sein Farbton ist das namensgebende Mauve.
- Orseille und Orcein werden wie Lackmus aus Flechtenarten der Gattung Roccella gewonnen.
- Der echte Purpur, ein organischer Farbstoff aus Meeresschnecken, wird nur noch selten, meist für religiöse Zwecke oder zur Restaurierung alter Stoffe benutzt.
- Tournsol oder Folium ist ein Purpurersatzstoff aus dem Farbstoff des Chrozophora tinctoria L.[1] Der Farbstoff kann eine rote, violette oder blaue Farbe haben und wurde hauptsächlich in der Buchmalerei verwendet.[2]
- Auch bei Lackmus handelt es sich um einen Purpurersatzstoff, welcher durch Fermentation mit Alkalien und anschließendem Ausfällen mit Alaun aus Extrakten von Flechten hergestellt wird. Er wurde hauptsächlich für die Buchmalerei, aber auch als Lebensmittelfarbe und zum Färben von Papier verwendet. In der Chemie wird Lackmus als pH-Indikator verwendet. Der Farbstoff ist seit dem 7. Jahrhundert bekannt.

## Gelb
- Berberis oder Berberin wird der in der Gewöhnlichen Berberitze enthaltene gelbe Farbstoff genannt.
- Indischgelb ist ein orangestichiger Gelbton. Unter dem Namen werden mindestens drei verschiedene Farbmittel verstanden.
Das historische Indischgelb wurde aus dem Harn von Kühen, die mit Mangoblättern gefüttert wurden, gewonnen. Es ist chemisch ein Magnesium und Calciumsalz der Euxanthinsäure. Aus Gründen des Tierschutzes wird es nicht mehr hergestellt.
Eine erste Nachstellung des Farbtons gelang mit einem Azofarbstoff (PY1), von allerdings unbefriedigender Lichtechtheit.
- Safran wird aus einer Krokusart gewonnen. Der färbende Bestandteil ist der Farbstoff Crocetin.
- Solidgelb ist ein Teerfarbstoff.

## Orange
- Benzaurin ist ein Triphenylmethanfarbstoff.
- Pyranthronorange ist ein synthetischer organischer Farbstoff („Teerfarbstoff“) mit ausgezeichneter Lichtechtheit und guter Stabilität. Der Farbton ist ein relativ dunkles Orange. Im Gegensatz zu der Mehrzahl organischer Pigmente ist Pyranthronorange nicht lasierend, sondern halbdeckend. Damit kommt es als Ersatz für giftige und teurere Kadmiumorange in Frage.

- Dibromanthanthron (Vat Orange 3) ist ein orange-roter, synthetischer organischer Küpenfarbstoff.

## Rot
- Der rote Pflanzenfarbstoff Chica wird aus den Blättern des brasilianischen Bignoniengewächses Arrabidaea chica gewonnen und wird von Indianern zur Körperbemalung, zum Färben von Baumwollstoffen und zur Bemalung von Körben verwendet.
- Das Hauptanwendungsgebiet des Steinkohlenteerfarbstoffes Eosin liegt in der mikroskopischen Färbetechnik.
- Der rote Färberlack wird ebenso wie Schellack aus Lackschildläusen gewonnen.
- Das echte Karminrot, Karmesin oder Cochenille ist ein organischer Farbstoff, der aus Schildläusen gewonnen wird.
- Das relativ preiswerte Naphtholrot ist vom Farbton her ein Ersatz für Kadmiumrot, aber weniger deckend und nur mäßig lichtecht.
- Färberkrapp wird zur Türkischrotfärbung verwendet und war im 18. und 19. Jahrhundert ein wichtiger Farbstoff für Baumwolltextilien.
- Drachenblut
- Brasilin bzw. Brasilein und Santalin werden aus Brasilholz und anderen Rotholzarten extrahiert.
- Dornentinte[3]

### Rotbraun
- Aurin ist ein Triphenylmethanfarbstoff.

## Schwarz
- Anilinschwarz